# Jagannath-Tempel

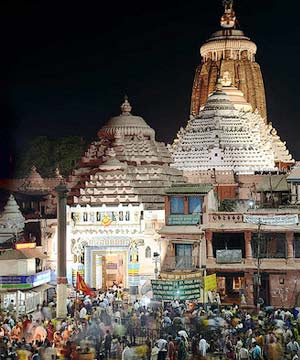
Jagannath-Tempel im typischen Orissa-Stil

Der Jagannath-Tempel in der Stadt Puri im Bundesstaat Odisha ist einer der bedeutendsten vishnuitischen Tempel Indiens. Der Eintritt ist nur Hindus gestattet; von einer Aussichtsplattform dürfen andere in den inneren Bereich des Tempelkomplexes blicken. Unzählige Schreine für die zahlreichen Gottheiten des hinduistischen Pantheons sind um den gesamten Tempel herum zu finden.

## Geschichte

### Hintergrund
Für viele Hindus ist der Bundesstaat Odisha (ehemals Orissa) das Land Jagannaths, des „Herrn des Universums“, einer speziellen, abstrakten Form des Gottes Krishna. Sein Tempel in Puri gilt als eines der wichtigsten hinduistischen Pilgerzentren und als besonders gnadenreicher Wallfahrtsort, weshalb man die Küstenstadt auch als „Heilige Stadt“ bezeichnet. Jedes Jahr im Juni oder Juli findet hier die auf der ganzen Welt bekannte Rath Yatra statt, ein Fest, bei dem die Götterstatuen von Jagannath und seinen beiden Geschwistern auf drei großen Wagen (Ratha) in einer Prozession durch die Straßen gezogen werden. 

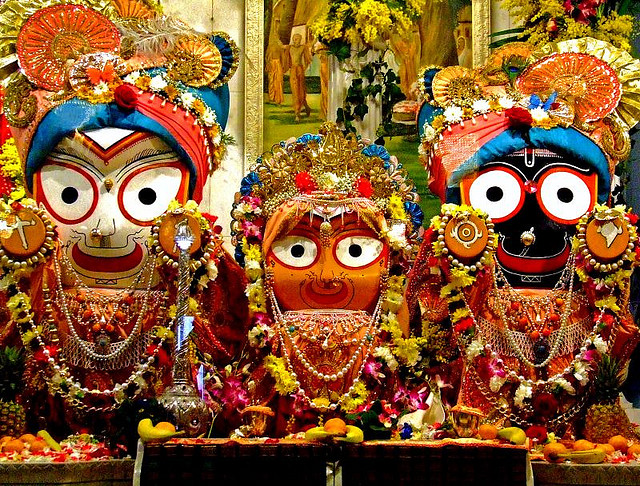
Jagannath (rechts, schwarz) und seine „Geschwister“ Balabhadra (links, weiß) und Subhadra (Mitte, gelb)

Im Tempel residieren als Trimurti (Dreiheit) Jagannath, sein „Bruder“ Balabhadra sowie seine „Schwester“ Subhadra, alle drei bekleidet mit Seide und geschmückt mit goldenen Kostbarkeiten. Diese drei aus dem Holz des für Hindus heiligen Niembaumes geschnitzten Statuen stehen auf einem Podest aus Stein im nur Brahmanen zugänglichen Heiligtum.
Der Tempel wurde von Codaganga Anantavarman (1088–1160), dem ersten imperialen Herrscher von Orissa um 1130 gegründet und etwa 100 Jahre später zu einer Art Reichstempel erklärt. Jagannath wurde zum eigentlichen Herrscher Orissas ausgerufen; der König verstand sich lediglich als dessen Stellvertreter, so dass jede Rebellion zum Sakrileg wurde.

### Tempel

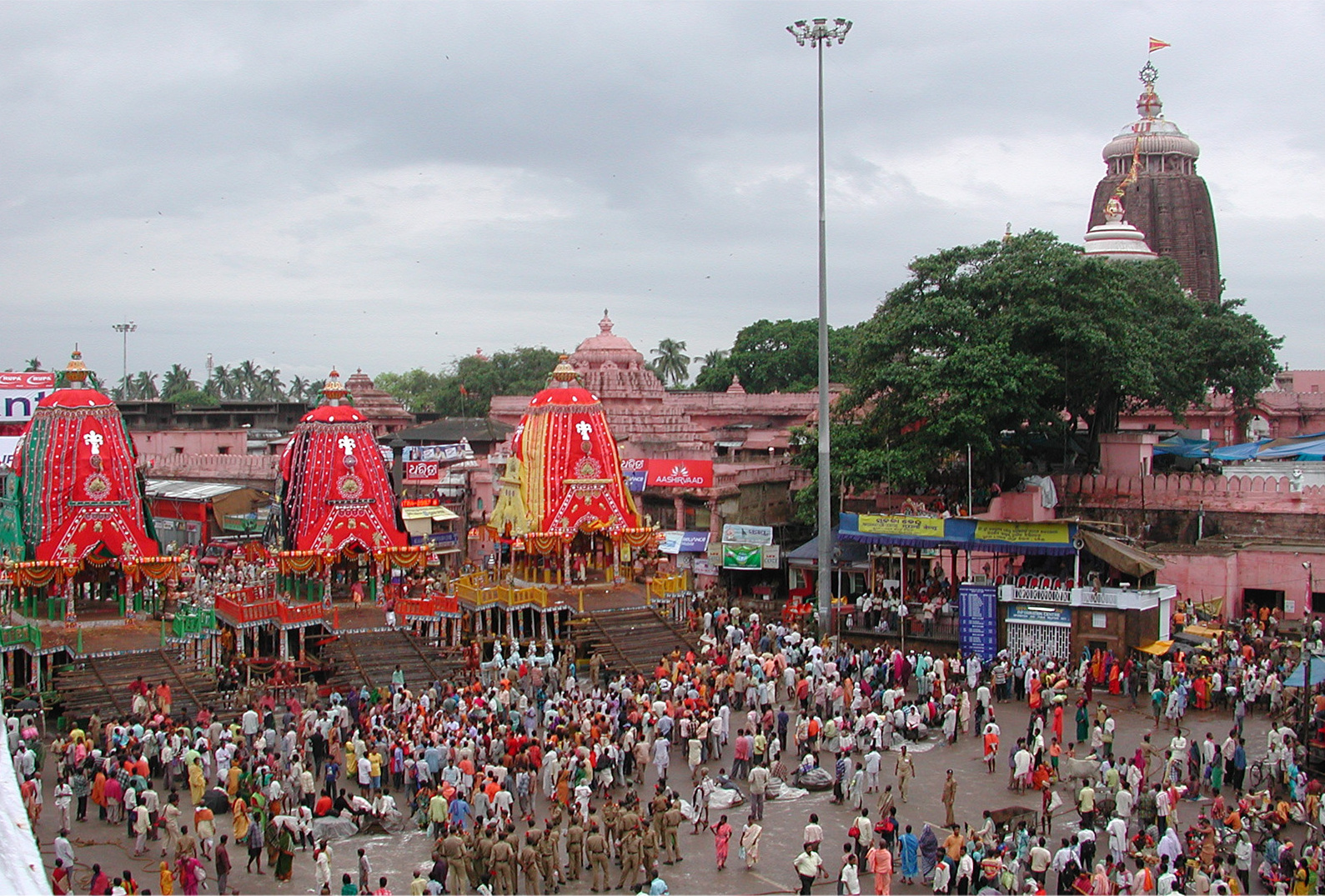
Rath-Yatra-Festival

Unter dem turmbekrönten und von einem glück- und segenbringenden amalaka-Ringstein mit aufsitzendem kalasha-Krug überhöhten Zentrum des Tempelkomplexes befindet sich in der Cella (garbhagriha) die „Wohnung“ von Jagannath mitsamt Bruder und Schwester; weitere Vorräume (mandapas) beherbergen die Besucherhalle sowie die Opfer- und Tanzhalle, wo zu Ehren des Gottes getanzt wurde. Dieser Bautenkomplex mit seinen abgestuften pyramidenförmigen Dächern entstand im 12. Jahrhundert.
Bemerkenswert ist die große Tempelküche, wo täglich „Mahaprasad“ (das große Prasad) für tausende von Pilgern gekocht wird: Reis, Dal (ein Linsenbrei), Gemüse und Süßigkeiten. Vorschriftsmäßig in irdenen Töpfen gekocht, bietet man es zuerst Jagannath als Speiseopfer an, erst dadurch wird für die Gläubigen aus einem normalen Essen das gesegnete Prasad. Pilger können es anschließend für einige Rupien kaufen.
Die Tempeladministration ist Angelegenheit des Shri Jagannath Temple Managing Committee. Es besteht aus Vertretern jener Freiwilligen, die seit Generationen bestimmte Aufgaben übernommen haben sowie den Vertretern einiger religiöser, mit dem Tempel verbundenen Institutionen. Die Landesregierung Orissas hat das Recht, unter diesen Personen eine bestimmte Anzahl zu ernennen.

## Sonstiges
Im frühen 16. Jahrhundert verbrachte der bengalische Mystiker Chaitanya hier seine letzten Lebensjahre.